# Seiken no Blacksmith
Seiken no Blacksmith (The Sacred Blacksmith, em inglês; 聖剣の刀鍛冶, Seiken no Burakkusumisu, em japonês), é uma light novel criada por Isao Miura, com desenhos de Luna. Desde agosto de 2009 seis volumes do mangá foram lançados pela Media Factory. Uma adaptação em mangá feita por Kotaro Yamada começou a ser serializada na revista de mangá seinen Monthly Comic Alive em 27 de março de 2009. O primeiro tankobon da série foi publicado em 23 de junho de 2009. Uma adaptação em anime, produzida pela Manglobe, está indo ao ar no Japão desde 3 de outubro de 2009.

## História
Seiken no Blacksmith retrata a história de uma guerra ocorrida há tempos. Nesta guerra estava envolvido o poder dos demônios, ou seja, o contrato com o demônio. Após o término da guerra o poder demoníaco foi banido da Terra e assim a paz reinava sobre esta.
O anime gira em torno de Cecily, uma cavaleira, e Luke, um misterioso ferreiro que produz katanas. Tudo começa com Cecily e sua primeira batalha, a cavaleira nunca havia entrado em uma briga e quando ocorre, acaba quebrando a espada que herdara de seu pai, então Luke se põe em frente a batalha e derrota o oponente de Cecily.
Ao decorrer da trama, a cavaleira procura Luke e descobre que este é um ferreiro, logo pede ao mesmo que forje uma espada para si, uma espada que não se partisse em meio a uma batalha.
Luke Ainsworth é grande
espadachim e um grande ferreiro, tal habilidade passada de geração em geração, ele carrega um passado que prefere esconder. O rapaz é capaz de produzir katanas contando com a ajuda de sua assistente Lisa, um demônio que se originou após a morte de Lisa Oakwood, amiga de infância de Luke.
Ao passar da história, um artefato é assegurado a Cecily, uma espada demoníaca que pode se transformar em humano e capaz de criar vento. A espada em forma humana denomina-se Aria, um linda jovem atraente e simpática, mas em sua forma como espada trás dor e sofrimento ao lugar onde reside se posta em mãos erradas, por esse motivo se cria um vínculo entre Cecily e Aria, formando uma amizade até o fim do anime.
Os quatro jovens acabam entrando em aventura por conta um homem encapuzado que quer matar Valvanill. O homem encapuzado é o vilão do anime, ele firma contratos de pessoas com os demônios para acarretar conflitos internos.
Os quatro protagonistas conhecem diversos personagens que os levam a algumas aventuras, sempre havendo batalhas e lições de vida.

## Personagens

### Cecily Cambell
Cecily faz parte da guarda dos cavaleiros, com a morte de seu pai a garota assumiu a chefia e assim se tornou uma cavaleira. Cecily é bem dotada, tanto que no anime é alvo de olhares masculinos. Uma sonhadora e acredita no poder da justiça, na proteção da cidade e nos habitantes que ali residem. No anime começa a gostar de Luke depois de várias piadas em que envolvia os dois.

### Luke Ainsworth
Luke é o típico rapaz rude de anime onde a protagonista irá se envolver. É um admirável espadachin e grande ferreiro. Rapaz atraente, arrogante, insensível e com um olho de vidro, possui uma habilidade mágica que o possibilita criar uma katana em meio de uma batalha. Conhece Cecily após salvar sua vida e permanece salvando a tal. Ao início do anime não gosta da jovem cavaleira, mas depois passa a assimilar a figura de Lisa ( sua amiga de infância ) a Cecily.

### Aria – Espada demoníaca
Aria é uma jovem atraente e simpática quando está em forma humana, mas é uma espada demoníaca capaz de produzir vento. Aria nasceu na grande guerra sob o contrato de um demônio, esta logo foi passando por várias mãos causando sofrimento e morte por onde passava. Ao conhecer Cecily cria-se um vínculo forte das duas partes, as tornando companheiras de batalha.

### Lisa
Lisa é o típico personagem kawaii do anime, ela é meiga, pequena e sorridente durante a trama, sempre está alegrando as cenas, mas Lisa é um demônio nascido de Lisa Oakwood, amiga de infância da Luke. Assistente de Luke, é capaz de criar fogo para ajudar o ferreiro com a forja de espadas.

## Guia de Episódios
1. - - Cavaleiro
2. - - O Contrato do Demônio – Valbanill
3. - - A Espada do Demônio – Espada
4. - - Contrato – Promessa
5. - - Juntos
6. - - Princesa
7. - - Família
8. - - Despedida – Decisão
9. - - Vestígio – Lisa
10. - - Morte por Amor – Tragédia
11. - - Verdade
12. - - Ferreiro – Blacksmith